# Jorge Salinas
Jorge Salinas Pérez (Ciudad de México, 27 de julio de 1968) es un actor mexicano.

## Carrera
La primera participación de Jorge Salinas en las telenovelas fue en 1991 en la telenovela Cadenas de amargura, al lado de Daniela Castro y Raúl Araiza, bajo la producción de Carlos Sotomayor.
En ese mismo año, formó parte de la novela Valeria y Maximiliano, con el personaje de Damián Souberville, también de la mano del productor Carlos Sotomayor. 
En 1992 integra el elenco de la telenovela El abuelo y yo, con Ludwika Paleta.
Entre 1992 y 1993, participa de la novela Mágica juventud, que fue una telenovela mexicana juvenil de Televisa, producida por Emilio Larrosa. 
Luego, en 1994, actuó en Dos mujeres, un camino, que fue la primera telenovela donde hubo artistas gruperos dentro del elenco, Bronco y la cantante Selena.
En 1995, en la telenovela Morelia, comparte créditos con Alpha Acosta y Arturo Peniche. 
Entre 1996 y 1998, interpretó a varios personajes en la teleserie Mujer, casos de la vida real.
En 1996 trabajó en la telenovela juvenil mexicana producida por Televisa Canción de amor, interpretando a Damián Ruiz.
En 1997 le da vida a Alejandro Iturbe en la telenovela Mi querida Isabel, protagonizada por Karla Álvarez y Ernesto Laguardia.
Luego, entre 1997 y 1998, integra el elenco de María Isabel, interpretando a Rubén Álvarez, con producción de Carla Estrada para Televisa.
En 1999, protagonizó la película Sexo, pudor y lágrimas, junto con Susana Zabaleta, Demián Bichir, Cecilia Suárez, entre otros. Ese mismo año obtuvo su primer  protagónico en telenovela, interpretando a Sebastián Méndez en Tres mujeres, acompañado de Karyme Lozano.
En el 2000, realiza su segundo protagónico en la telenovela Mi destino eres tú, junto con Lucero.
El productor Alejandro González Iñárritu lo convoca en el 2000 para formar parte de la película Amores perros. 
En 2003 protagoniza junto con Alejandra Barros la telenovela Mariana de la noche, producida por Salvador Mejía, compartiendo créditos con César Évora y Angélica Rivera.
Entre 2003 y 2010, integró el elenco de la obra de teatro Aventurera, bajo la producción de Carmen Salinas. 
En 2007 Jorge protagoniza la película Labios rojos, de Rafael Lara, en la que formó pareja con Silvia Navarro.
En 2008 protagonizó Fuego en la sangre, en la que comparte créditos con Eduardo Yáñez y Adela Noriega.
En 2010 protagoniza la obra teatral Perfume de gardenia, junto con Aracely Arámbula.
En 2011 vuelve a protagonizar una telenovela dándole vida a Rogelio Montero en La que no podía amar, junto con Ana Brenda Contreras.
Con la película La otra familia, vuelve al cine en 2011. Aquí es protagonista junto con Luis Roberto Guzmán.
En 2012 es convocado por el productor Salvador Mejía para ser el protagonista de la telenovela Qué bonito amor, una nueva versión de la telenovela colombiana La hija del mariachi.
En 2014 Juan Osorio lo presenta como protagonista junto con las actrices Silvia Navarro y Mayrín Villanueva en la telenovela Mi corazón es tuyo. Luego del éxito televisivo, la historia es llevada al teatro bajo la producción de Alejandro Gou en 2015, donde Jorge repite el gran éxito que obtuvo en la pantalla televisiva.
En 2015 el productor José Alberto Castro lo integra como protagonista de la versión del mismo nombre: Pasión y poder, junto con Susana González.
En 2017 regresa al teatro con la obra Variaciones enigmáticas, acompañado de César Évora.
En 2018, se une a las filas de Imagen Televisión para dar vida a Antonio Solano Díaz como protagonista de la teleserie Un poquito tuyo, al lado de Marjorie de Sousa, que se estrenó en 2019.
En 2018 vuelve al cine y protagoniza a León Guerra en la película Mi pequeño gran hombre, junto con Fernanda Castillo.
En 2019, protagoniza la telenovela Un poquito tuyo, con el papel de Antonio Solano. Quien lo acompaña es Marjorie de Sousa.
En 2020 encarna a Ernesto Rioja Armida/Miguel Hernández Flores en la versión de la telenovela chilena Te doy la vida, es producida por Lucero Suárez para Televisa.
En 2021, participa en la telenovela de Televisa S. O. S me estoy enamorando, que es producida por Lucero Suárez, al lado de Irán Castillo y Daniel Arenas.

## Filmografía

### Cine
- Sexo, pudor y lágrimas 2 (2022), Miguel Mendizábal[5]
- Mi pequeño gran hombre (2018), León Guerra
- Labios rojos (2011), Ricardo Caballero
- La otra familia (2011), Jean Paul Jaubert
- La hija del caníbal (2003), guardia de seguridad
- Amores perros (2000), Luis Miranda Solares
- Sexo, pudor y lágrimas (1999), Miguel Mendizábal
- ¡Engáñame! si quieres (1998), Sr. Gómez
- Como cualquier noche (1992)
- Dando y dando (1990)

### Televisión
| Año       | Título                       | Personaje                                        |
| --------- | ---------------------------- | ------------------------------------------------ |
| 1991      | Cadenas de amargura          | Roberto Herrera                                  |
| 1991-1992 | Valeria y Maximiliano        | Damián Souberville                               |
| 1992      | El abuelo y yo               | Ernesto «Neto» Sánchez                           |
| 1992-1993 | Mágica juventud              | Héctor Granados                                  |
| 1993-1994 | Dos mujeres, un camino       | Ángel Lascuráin                                  |
| 1995-1996 | Morelia                      | Alberto «Beto» Solórzano Ríos                    |
| 1996      | Canción de amor              | Damián Ruiz                                      |
| 1996-1997 | Mi querida Isabel            | Alejandro Iturbe                                 |
| 1996-2002 | Mujer, casos de la vida real | Varios personajes                                |
| 1997-1998 | María Isabel                 | Rubén Álvarez                                    |
| 1999-2000 | Tres mujeres                 | Sebastián Méndez Morrison                        |
| 2000      | Mi destino eres tú           | Eduardo Rivadeneira                              |
| 2001      | Atrévete a olvidarme         | Daniel González Rivas Montaño                    |
| 2002-2003 | Las vías del amor            | Gabriel Quesada Barragán                         |
| 2003-2004 | Mariana de la noche          | Ignacio Lugo Navarro «Halcón Luna»               |
| 2005      | La esposa virgen             | Dr. José Guadalupe Cruz                          |
| 2006-2007 | La fea más bella             | Rolando «Rully» Vargas                           |
| 2008      | Fuego en la sangre           | Óscar Reyes                                      |
| 2011-2012 | La que no podía amar         | Rogelio Montero Báez                             |
| 2012-2013 | Qué bonito amor              | Santos Martínez de la Garza/Jorge Alfredo Vargas |
| 2014-2015 | Mi corazón es tuyo           | Fernando Lascuráin                               |
| 2015-2016 | Pasión y poder               | Arturo Montenegro                                |
| 2019      | Un poquito tuyo              | Antonio Solano Díaz                              |
| 2020      | Te doy la vida               | Ernesto Rioja/Miguel Hernández                   |
| 2021-2022 | S. O. S me estoy enamorando  | Vicente Ramos Oceguera                           |
| 2022      | Amores que engañan           | Víctor Manuel, ep.: «Ayuda del más allá»         |
| 2023      | Perdona nuestros pecados     | Armando Quiroga                                  |
| 2023      | Te quiero y me duele         | Ivan Robles                                      |
| 2024      | El ángel de Aurora           | Antonio Murrieta                                 |
| 2024-2025 | Juegos interrumpidos         | Damian Villa                                     |

### Teatro
- Aventurera (2003-2010)[13]
- Tú que harías por amor (2010)
- Perfume de gardenia (2010)
- Mi corazón es tuyo (2015)
- Variaciones enigmáticas (2017)[14]

## Premios y reconocimientos

### Premios TVyNovelas
| Año  | Categoría               | Telenovela           | Resultado |
| ---- | ----------------------- | -------------------- | --------- |
| 2016 | Mejor actor protagónico | Pasión y poder       | Nominado  |
| 2015 | Mejor actor protagónico | Mi corazón es tuyo   | Nominado  |
| 2012 | Mejor actor protagónico | La que no podía amar | Ganador   |
| 2009 | Mejor actor protagónico | Fuego en la sangre   | Nominado  |
| 2004 | Mejor actor protagónico | Mariana de la noche  | Nominado  |
| 2003 | Mejor actor protagónico | Las vías del amor    | Nominado  |
| 2001 | Mejor actor protagónico | Mi destino eres tú   | Nominado  |
| 2000 | Mejor actor protagónico | Tres mujeres         | Nominado  |

### Premios Palmas de Oro
| Categoría   | Nominada            | Resultado |
| ----------- | ------------------- | --------- |
| Mejor actor | Mariana de la noche | Ganador   |

### Premios Bravo (México)
| Año  | Categoría                          | Telenovela                          | Resultado |
| ---- | ---------------------------------- | ----------------------------------- | --------- |
| 2000 | El galán más popular de televisión | Tres mujeres                        | Ganador   |
| 2016 | Mejor actor                        | Pasión y poder (telenovela de 2015) | Ganador   |

### People en Español
| Año  | Categoría                                         | Telenovela           | Resultado |
| ---- | ------------------------------------------------- | -------------------- | --------- |
| 2014 | Mejor actor                                       | Mi corazón es tuyo   | Nominado  |
| 2014 | Mejor química en la pantalla (con Silvia Navarro) | Mi corazón es tuyo   | Nominado  |
| 2013 | Mejor actor                                       | Qué bonito amor      | Nominado  |
| 2013 | Pareja del año (con Danna García)                 | Qué bonito amor      | Nominado  |
| 2012 | Mejor actor                                       | La que no podía amar | Nominado  |
| 2012 | Mejor pareja (con Ana Brenda Contreras)           | La que no podía amar | Ganador   |

### TV Adicto Golden Awards
| Año  | Categoría     | Telenovela           | Resultado |
| ---- | ------------- | -------------------- | --------- |
| 2012 | Mejor villano | La que no podía amar | Ganador   |

### Premios Canacine
| Año  | Categoría              | Película        | Resultado |
| ---- | ---------------------- | --------------- | --------- |
| 2012 | Actor mexicano del año | La otra familia | Nominado  |

### Premios Juventud
| Año  | Categoría                | Telenovela           | Resultado |
| ---- | ------------------------ | -------------------- | --------- |
| 2012 | ¡Está buenísimo!         | La que no podía amar | Nominado  |
| 2015 | Mi protagonista favorito | Mi corazón es tuyo   | Ganador   |

### Premios Cartelera
| Año  | Categoría   | Obra                    | Resultado |
| ---- | ----------- | ----------------------- | --------- |
| 2017 | Mejor actor | Variaciones enigmáticas | Nominado  |